# 北アイルランドのカウンティ

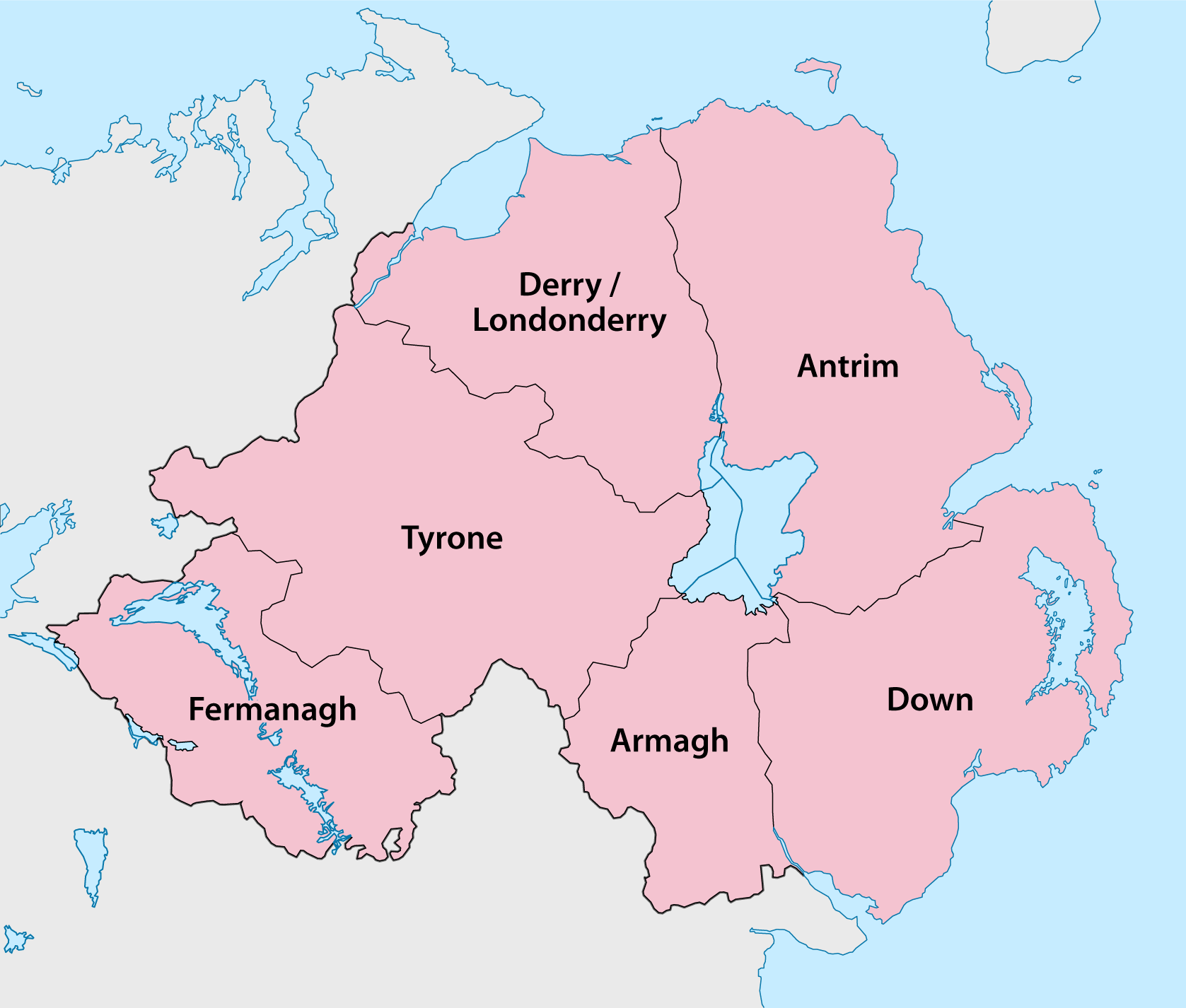
北アイルランドのカウンティ

北アイルランドのカウンティ（きたアイルランドのカウンティ、英: Counties of Northern Ireland）は、1921年に創設されてから1972年までの期間における、北アイルランドの主要な地方行政区画。アントリム県、 アーマー県、ダウン県、ファーマナ県、ロンドンデリー/デリー県 、ティロン県の6県があり、これら諸県は、歴史的なアルスター地方のおよそ3分の2を占めている。日本語では州と訳す例もある。ただし高度な自治権は持っていない。

## カウンティ一覧
| カウンティ              | 県都                         | 設置年     | 推計人口 (2006) | 注記 |
| ----------------------- | ---------------------------- | ---------- | --------------- | --- |
| アントリム県            | アントリム Antrim            | 14世紀初頭 | 566,000         | 現在の境界は1605年に画定。 |
| アーマー県              | アーマー Armagh              | 1584年     | 141,000         | |
| ダウン県                | ダウンパトリック Downpatrick | 14世紀初頭 | 492,840         | 現在の境界は1605年に画定。 |
| ファーマナ県            | エニスキレン Enniskillen     | 1584年     | 55,000          | マグワイア一族 (the Maguires) の所領に基づく。 |
| ロンドンデリー/デリー県 | コールレーン Coleraine       | 1613年     | 233,500         | 旧コールレーン県 (County Coleraine、 ないし、Colerain) と、Loughinsholin、North East Liberties of Coleraine、North-West Liberties of Londonderry の各バロニー（男爵領）を合併して成立した。 |
| ティロン県              | オマー Omagh                 | 1584年     | 166,516         | アイルランド系の王国 Tír Eoghain の旧領。1613年に北東部の一角（Loughinsholin バロニー（男爵領））がロンドンデリー県に編入された。                                                           |

## 各カウンティの背景
ノルマン人のアイルランド侵攻（1169年から1170年代にかけて）以降の、イングランド勢力によるアイルランド支配の下では、アイルランドの各地方をさらに細分化するおもな区分として、カウンティ（県）が設置されるようになった。県の設置は13世紀から17世紀にかけて行なわれたが、現在の北アイルランドに相当する地域におけるカウンティの数や境界が確定したのは、1604年から始まっていたアルスター地方の分割が、1607年の伯爵たちの退去 (Flight of the Earls) によって実現して以降のことであった。
今日のカウンティは、17世紀初頭に画定されたものであるが、一部の県はそれ以前から、何らかの形で地域として成立しており、それに若干の境界の修正が加えられて現在に至っている。それぞれのカウンティには、カウンティ・タウン（県都）が設けられ、四季裁判所や巡回裁判所が設けられていた。

### 起源
アントリム県、ダウン県の両県の起源は、ジョン・ド・カーシー (John de Courcy) によるウラッド (Ulaid) 征服によって設置されたアルスター伯爵 (Earl of Ulster) 領 (Earldom) に遡る。13世紀末から14世紀にかけて、ノルマン人の勢力拠点であったアントリム、キャリックファーガス (en:Carrickfergus)、ニュータウナーズ (Newtownards) などの周りに行政上のカウンティが設けられるようになっていった。
1315年から1318年にかけてのブルースのアイルランド侵略 (Bruce campaign in Ireland) によって、アルスター伯爵領やその支配下にあった近隣のゲール人 (Gaels) 地区は荒廃した。1333年に、ド・バラ家最後の男性伯爵であったウィリアム・ドン・ド・バラ (William Donn de Burgh, 3rd Earl of Ulster) が殺害されると、伯爵領は徐々に他の勢力に侵食されるようになり、15世紀にはキャリックファーガス周辺とダウン一帯の沿岸部しか残っていない状態になっていった。
アルスター地方が、さらに細分化されて県が増えたのは、エリザベス1世女王治下のことで、その時点で既に存在していた領主境界を踏襲する形で県境の画定が行なわれた。1584年、アイルランド総督 (Lord Deputy of Ireland) サー・ジョン・ペロット (John Perrot) が、アーマー県、コールレーン県、ファーマナ県、ティロン県の各カウンティを設けた。キャリックファーガスは、1777年まではカウンティ（県）から独立した、カウンティと同格のカウンティ・タウンとして扱われていたが、これ以降はアントリム県の一部となった。

## バロニー（男爵領）
カウンティには、カウンティ（県）と パリッシュ（小教区）の中間の区画である、バロニー（男爵領）が多数設けられていた。バロニーは現在では行政区分としての機能はもはや持っていない。また、その境界の一部は、歴史帝なアイルランド人諸部族の境界が反映されている。アルスター全域において、アルスター植民 (Plantation of Ulster) の一環として、もともとあったアイルランド系諸王国の領域がバロニーに置き換えられていったのは、17世紀はじめの頃までのことであり、バロニーは課税や行政の目的で使用された。
17世紀から19世紀にかけて、バロニーは様々な記録のために用いられ、ウィリアム・ペティによるダウン・サーベイ（Down Survey、the Civil Survey とも称されたアイルランド全土の測量調査）、『測量と分布の書 (Books of survey and distribution)』、19世紀の評価帳簿類や人口調査などが、バロニーを単位として構成されていた。

## 統治と現代的用法
カウンティ（県）は、地方行政（アイルランド）法 (1898年) (Local Government (Ireland) Act 1898) によってアイルランドに導入された地方統治機構における、行政区画としても用いられ、さらに、後に北アイルランドとなった地域についてはベルファストとロンドンデリーがカウンティ・バラ（county borough、カウンティ（県）から独立した、カウンティと同格の都市）とされていた。これらの制度は、北アイルランドでは1972年に廃止され、新たに26の単一自治体 (unitary councils) が創設されたが、その多くは従来の県の境界をまたぐ形で領域が設定された。
従来の6カウンティ、2カウンティ・バラは、行政以外の目的ではその後も存続しており、自動車のナンバープレートなどにも反映されている（詳細は、en:Vehicle registration plates of the United Kingdom, Crown dependencies and overseas territories#Northern Ireland を参照）。また、1996年までは、ロイヤルメールによって郵便番号システム上の地域区分として用いられていた（詳細は、en:Postal counties of the United Kingdom を参照）。

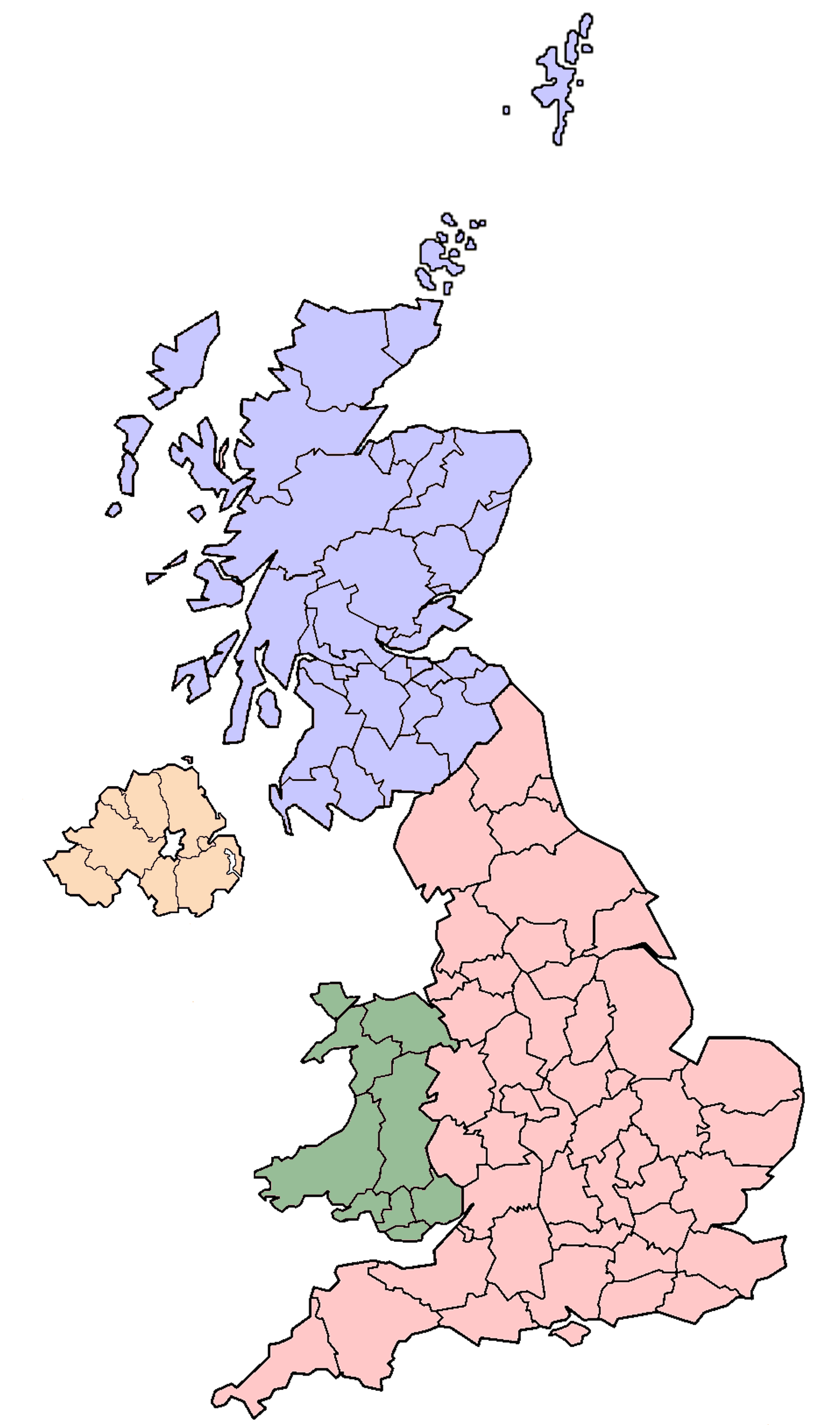
イギリスにおけるカウンティ総督の管轄区域。北アイルランドはオレンジ色で示されている。

## 県総督の管轄区域
イギリスの他の地域と同じように北アイルランドも、（儀礼的な名誉職である）県総督 (Lord Lieutenant) の管轄区域に区画されている（右の地図を参照）。これらの地域ごとに県総督、すなわち、イギリスの君主の名代が置かれている。来たアイルランドは、8つの県総督区域が設定されており、アントリム県、アーマー県、ダウン県、ファーマナ県、ティロン県の各県総督に加え、ロンドンデリー県総督、シティ・オブ・ロンドンデリー総督 (Lord Lieutenant of the City of Londonderry)、ベルファスト総督が任じられている。

## かつて存在したカウンティ
6県から成る現代の北アイルランドの領域に、かつて存在していたカウンティ（県）としては次の例がある。
- コールレーン県 (County Coleraine) - 1854年にエリザベス1世女王によってオカハン一族 (the O'Cahans) の旧領に設定された。現代のロンドンデリー県の基礎となった。
- キャラックファーガス県 (Carrickfergus) - 正式はカウンティ・コーポレート (county corporate) と称される、小規模なカウンティと同格の自治都市であり、現在のキャリックファーガス区 (Carrickfergus Borough Council) の領域より広い範囲を領域としていた。1777年にアントリム県の一部となった。
- 1333年の時点で、当時のアルスター伯爵領には、現在とは異なる名称、領域のカウンティが存在していた。
- 1549年の時点では、アルスター地方全体がひとつのカウンティ（県）とされており、その中に、アーズ、ベントリー (Bentry)、ドンダルク（Dondalk、現在のダンダルク (Dundalk)）、ダフェリン (Dufferens)、ギャラー (Gallagh)、グリーンキャッスル (Grenecastle)、クロッグゲーゴウス（現在のキャリックファーガス）、 ラカヤール（現在のレカール）、モーリン (Maulyn)、トウェスカード、グリンズ（Glyns、現在のアントリム渓谷 (Glens of Antrim) 一帯）[10]がバロニーとして置かれていた。